# هالینگ دالس الوا
هالینگ دالس الوا، (به انگلیسی: Hallingdalselva) رودخانه ای در استان ویکن، در کشور نروژ است. این رودخانه از هالینگدال، عبور می‌کند و به همین مناسبت، رودخانه هالینگدال، نامیده می‌شود. رودخانه هالینگدال، بخشی از سامانه جریان آب درامن است. هالینگ دالس الوا، در اثر پیوستن دو رودخانهٔ (اوستادال) با ارتفاع ۹۶۸ تا ۹۸۵ متر و رودخانه (هولس) با ارتفاع ۹۵۰ تا ۹۷۸ متر بالاتر از سطح دریا، به وجود می‌آید. رسوباتی که در محل تلاقی این دو رودخانه، به جای مانده، منطقه ای وسیع به وجود آورده که امروزه، بیشتر مصارف کشاورزی دارد.
طول رودخانهٔ هالینگ دال، اگر از چشمهٔ بالای محل تلاقی بین (اوستادال) و (هولس)، به حساب آید حدود ۲۵۸ کیلومتر و مساحت کل حوضهٔ آبریز در بالای محل تلاقی، حدود ۵۲۵۳ کیلومتر مربع است.
منشأ اصلی جویبارهایی که به هم پیوسته و هالینگ دالس الوا، را تشکیل می‌دهند، واقع در ارتفاعات فلات هاردانگر است. این رودخانه، یکی از منابع مهم و متعدد تولید برق، مرتبط با ارتفاعات فلات هاردانگر است.